# Pinakes de Penteskouphia
 (juillet 2024).

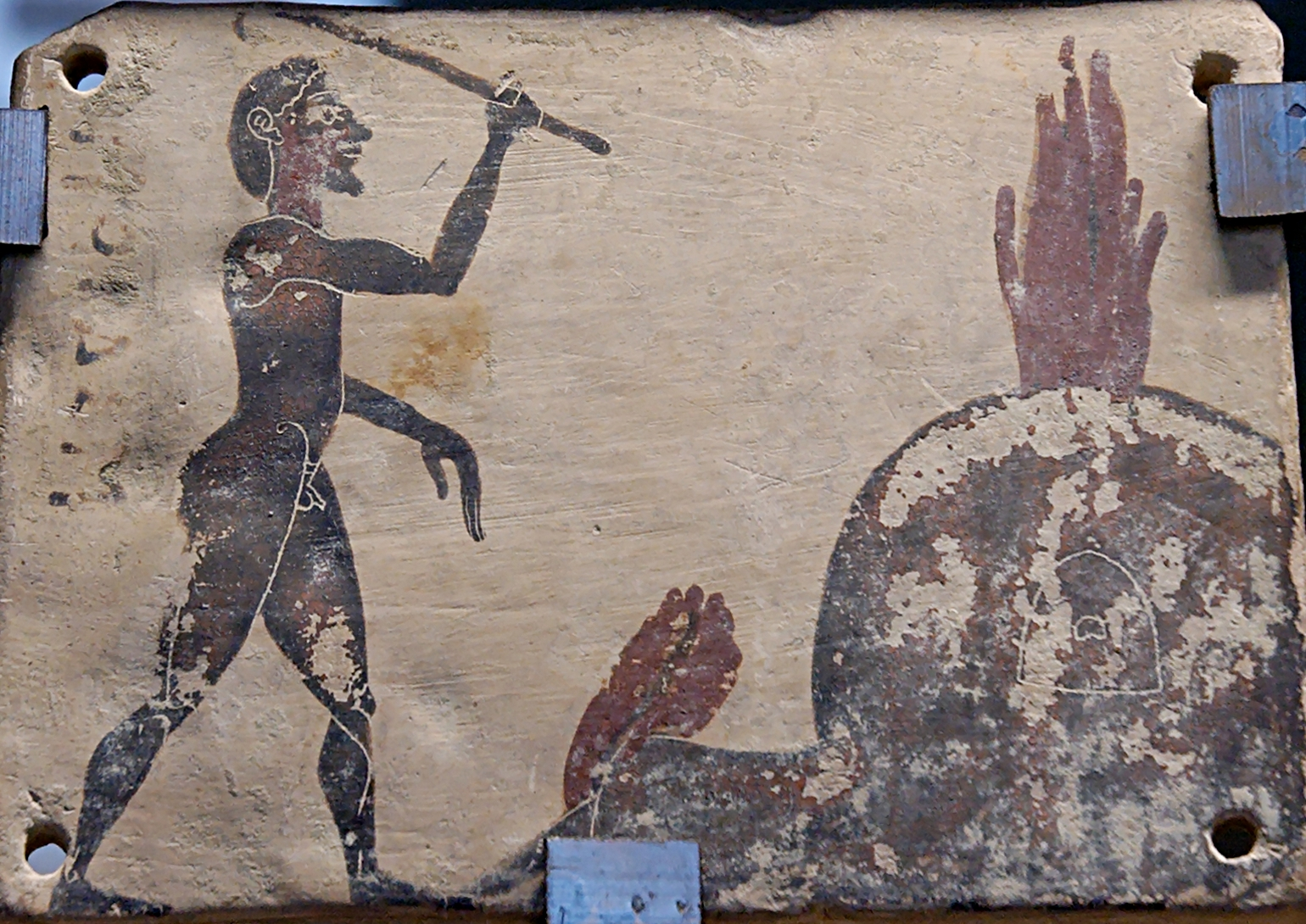
Pinax de Penteskouphia représentant un atelier de potier datée de -575 à -550 (musée du Louvre, MNB 2858).

Les pinakes de Penteskouphia sont des plaques votives, ou pinakes, datant d'environ 570 av. J.-C. Ces œuvres de la céramique grecque antique ont été retrouvées à Penteskouphia (de), un village grec au sud-ouest de la Corinthe antique, sur l'isthme du même nom, qui relie le Péloponnèse à la Grèce continentale.

## Présentation du site
Penteskouphia (de) est un site archéologique se trouvant au pied de l’Acrocorinthe, une colline haute d’environ 548 m, située à 1,2 km au sud-ouest de la ville antique de Corinthe, dans le Péloponnèse, dont elle était la citadelle.

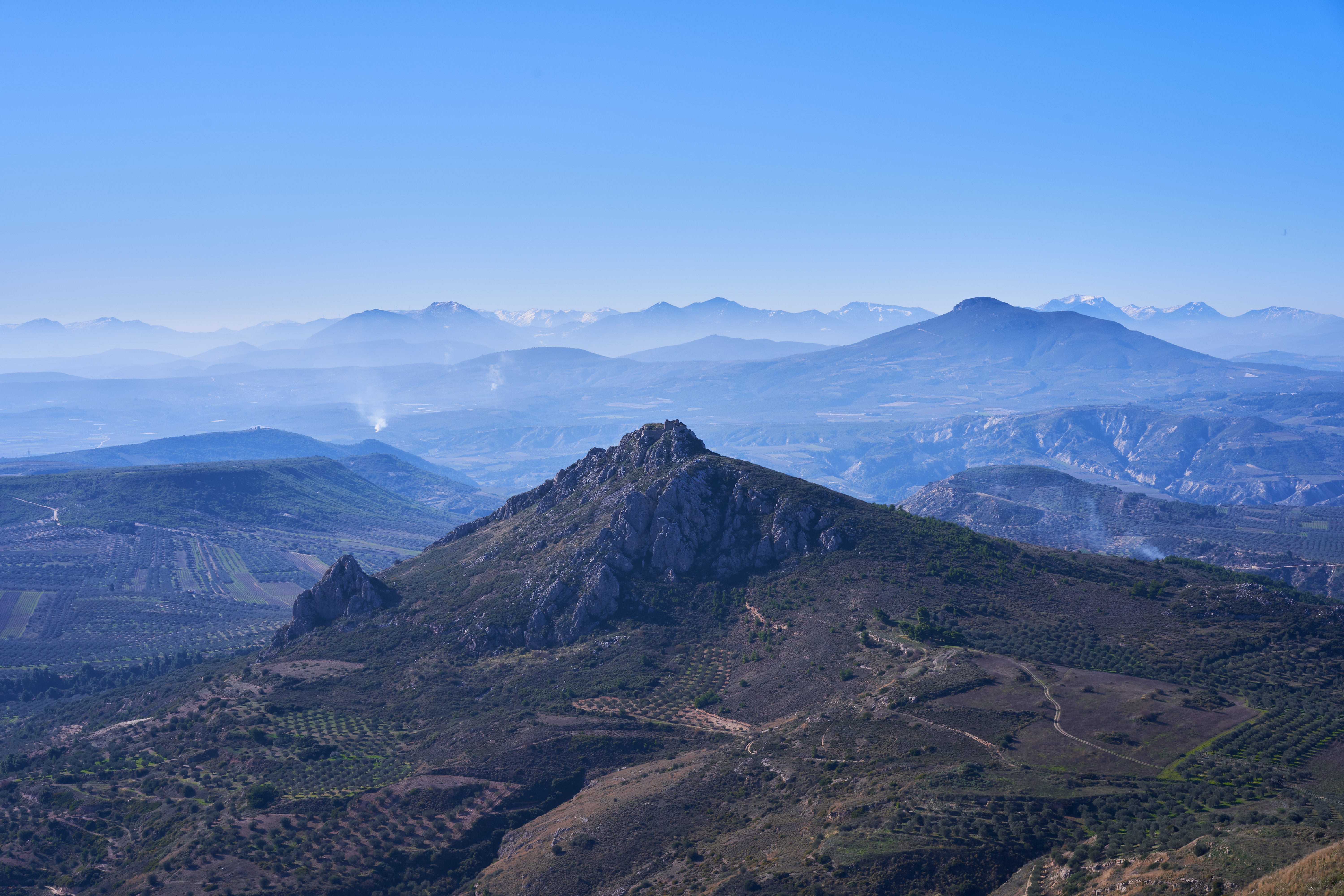
La colline de vue depuis l'Acrocorinthe en janvier 2020.

Vers 1879 ou 1880, au fond d’une crevasse, des milliers de pinakes (plaquettes votives réalisées en céramique) y sont découvertes à l’occasion d’excavations clandestines entreprises par les agriculteurs de la région. Les premières plaquettes font vite l’objet d’une vente illégale et sont dispersées entre différents musées : musée archéologique de l'ancienne Corinthe, musée du Louvre à Paris et Altes Museum de Berlin (au sein de l'Antikensammlung).
Plus tard, en 1929, l’École américaine d'études classiques à Athènes entreprend des fouilles scientifiques et met au jour à son tour des pinakes. Bon nombre de celles-ci demeurent en leur possession et continuent de faire l’objet d’analyses et expertises.
Parallèlement aux plaquettes votives de Penteskouphia, un petit groupe de fragments, également d’origine corinthienne, est conservé respectivement à l'université de Göttingen et dans la collection d'antiquités (de) de l'université Christian-Albrecht de Kiel (L 38). L’inclusion de ces éléments au corpus de Penteskouphia est incertaine.

## Description et sujets iconographiques
Chaque plaquette est de forme rectangulaire, mesure 6 cm sur 8 cm, et est réalisée avec de l’argile blanche, enduite d’un engobe blanc crème, parfois agrémenté de rehauts de couleur. Elles présentent aussi des trous de perforation à divers endroits afin d’être accrochées et suspendues à des arbres en signe de dévotion. Il est possible de supposer qu’elles provenaient à l’origine d’un ancien sanctuaire dédié à Poséidon. Cependant aucun vestige d’habitats, de temples, de nécropoles, ou plus généralement de constructions, n’a été découvert à ce jour. En termes de datation, les pinakes se situent entre la seconde moitié du VIIe siècle av. J.-C. et 550 av. J.-C.

### Artisanat et fabrication de la céramique
De nombreuses thématiques sont présentes sur l’ensemble du corpus de pinakes. L’une des principales est l’artisanat, à savoir la fabrication de la céramique, et les diverses étapes du processus :

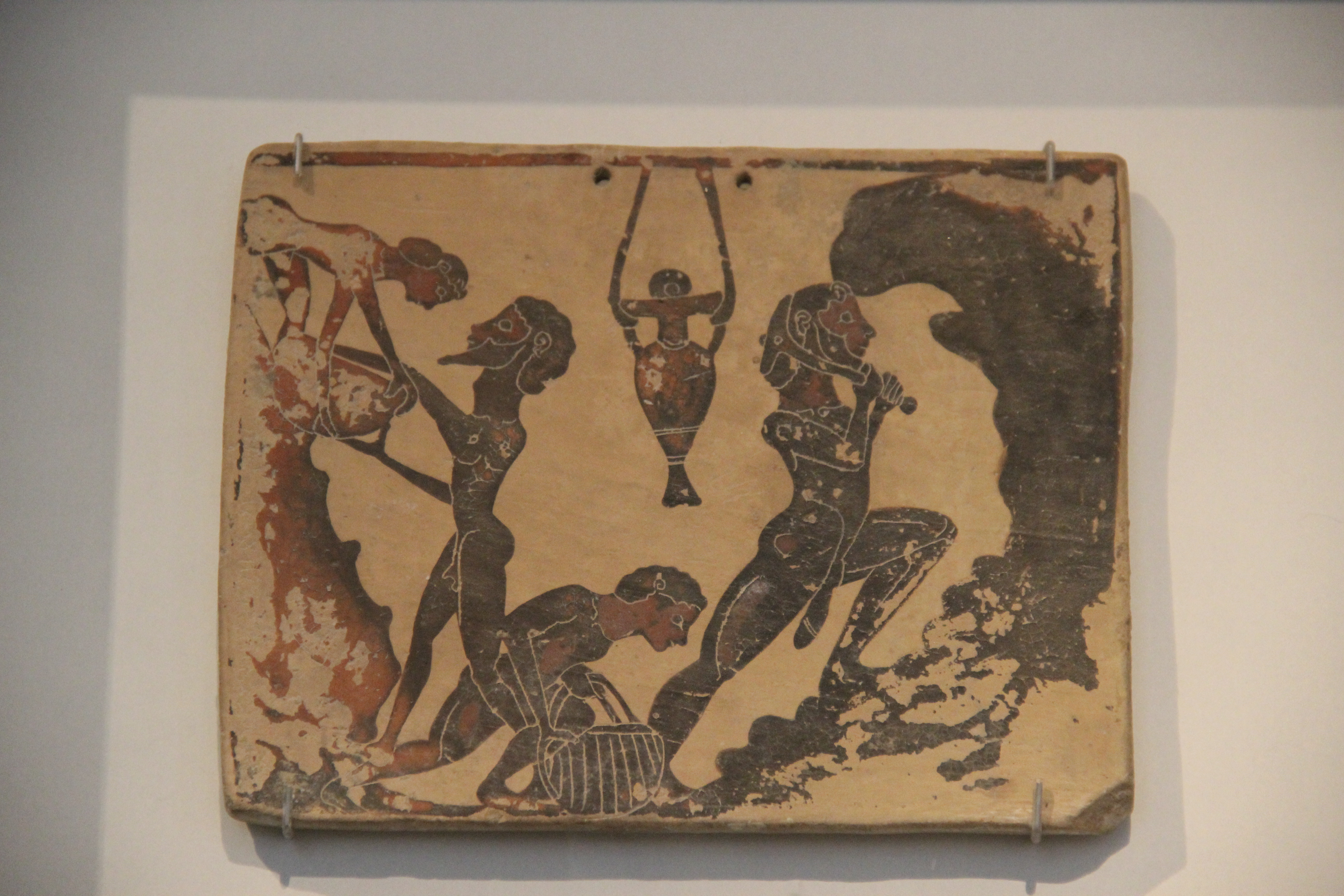
Extraction de l'argile, Altes Museum.

- extraction de l’argile par les ouvriers dans des carrières, au moyen de pics ou de haches pour creuser le sol (Antikensammlung F 871 ou F 811)
- collecte dans des paniers que l’on fait remonter à la surface
- mise en forme par les potiers, debout ou assis avec le tour (Louvre MNB 2857, Antikensammlung F 891)

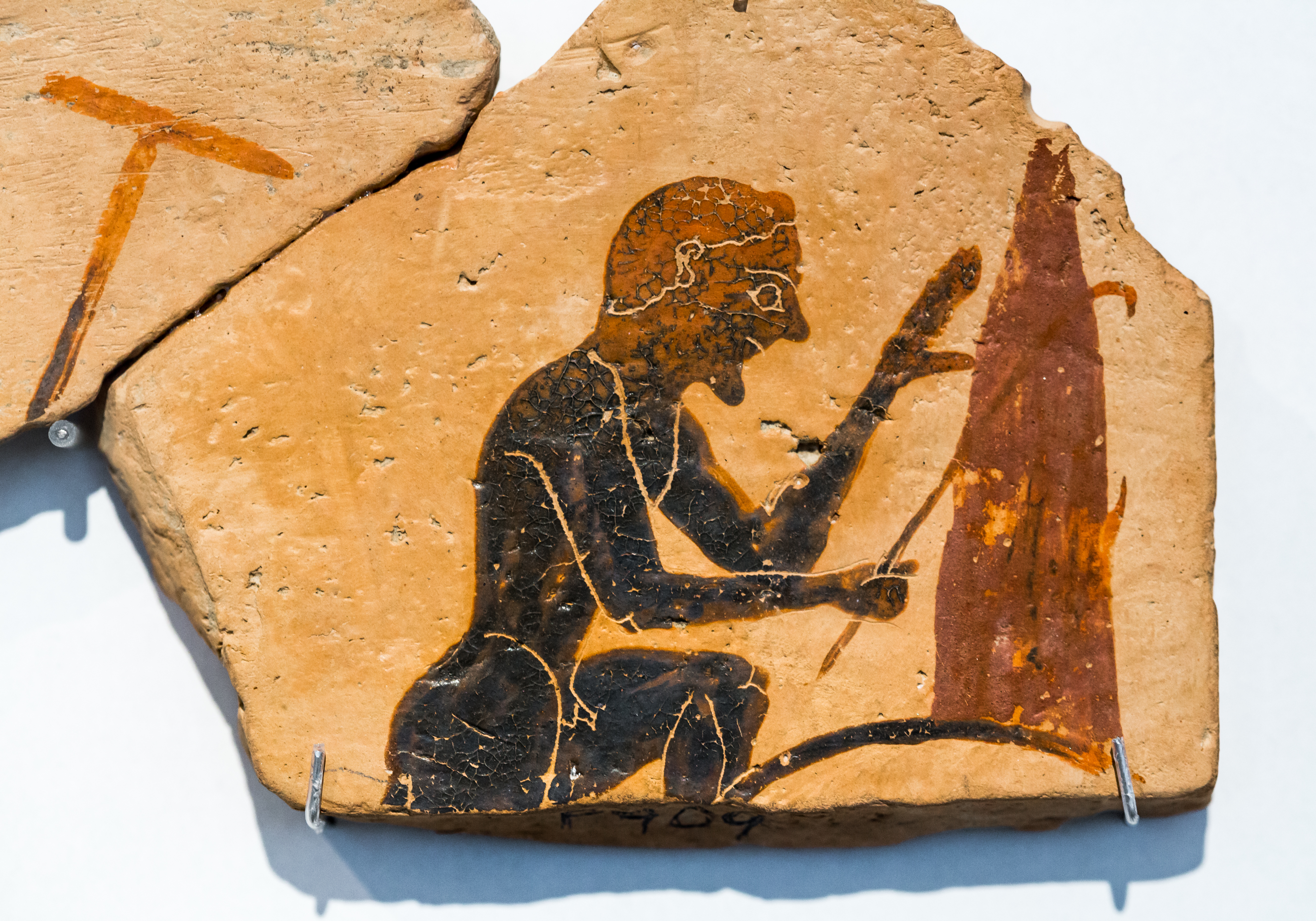
Potier au four, Altes Museum.

- cuisson dans les fours : la plupart des scènes montrent soit un ou deux personnages équipés d’un crochet en vue d’ouvrir et fermer l’évent du four pour ensuite contrôler les phases oxydantes et réductrices ; soit des personnages figurant en train de sceller les fours au sol (Louvre MNB 2856) ou de monter dessus par eux-mêmes via une échelle (Antikensammlung F 608+612).

Les fours sont dépeints de forme ronde et de petite taille avec des flammes s’échappant de leur évent, pour accentuer la gravité de la scène. Un cas de pinax assez rare (Antikensammlung F 893) nous permet de voir l’intérieur de l’un de ses fours.

### La navigation auVIesiècleav. J.-C.

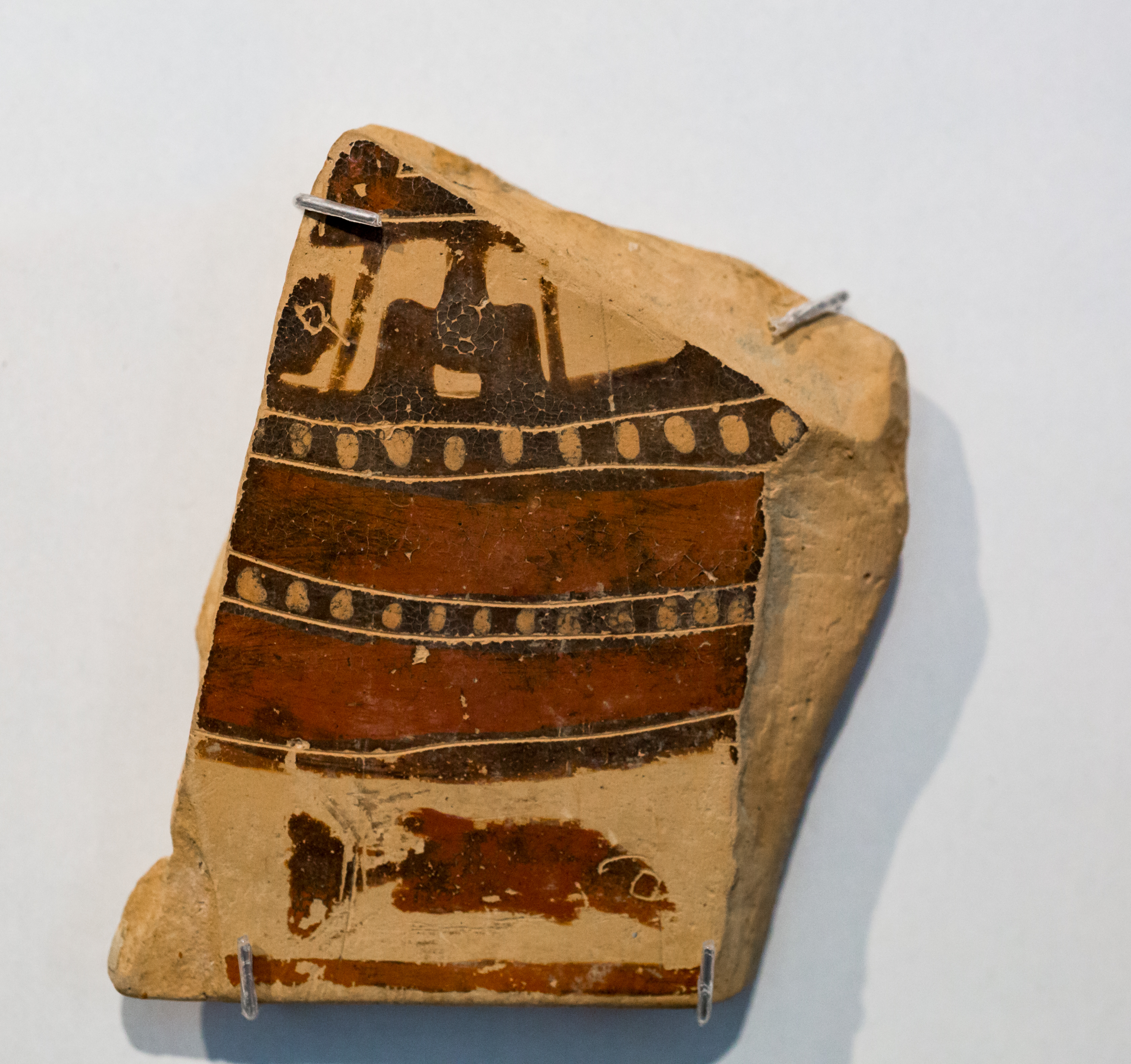
Navire et poisson, Altes Museum.

Parallèlement, l’autre thématique importante est celle de la navigation, sur bon nombre de pièces.
L’une d’entre elles (Antikensammlung F 831) présente une iconographie assez particulière. Sur une face, un artisan est représenté équipé d’une pioche travaillant dans une grotte (ou caverne), à gauche, un oiseau androcéphale dans la partie supérieure et à droite, l’image de Poséidon avec la main droite levée et semblant tenir quelque chose qui est malheureusement pas identifiable. De l’autre côté de cette pièce, figure la représentation d'un bateau qui n’est pas vraiment un navire de guerre mais plutôt de commerce puisqu’on peut observer des formes de vases grecs, suspendus ou accrochées dans le vide. On avancerait l’idée d’œnochoés, vases destinés à la consommation à l’inverse des amphores ou des pithoi qui sont en général employés comme contenants pour le transport des liquides.
Il faut donc interpréter au travers de ce pinax que l’ensemble renvoie au thème du commerce, ou plus exactement l’élaboration des vases par l’intermédiaire du personnage dans sa grotte (qui serait en réalité son atelier) et qui sont par la suite embarqués sur les navires pour être vendus et diffusés dans le bassin méditerranéen ; d’autre part le personnage de Poséidon veillant à la protection des marins, l’apaisement des mers et prodiguant la sécurité de la navigation.

## Inscriptions et dédicaces

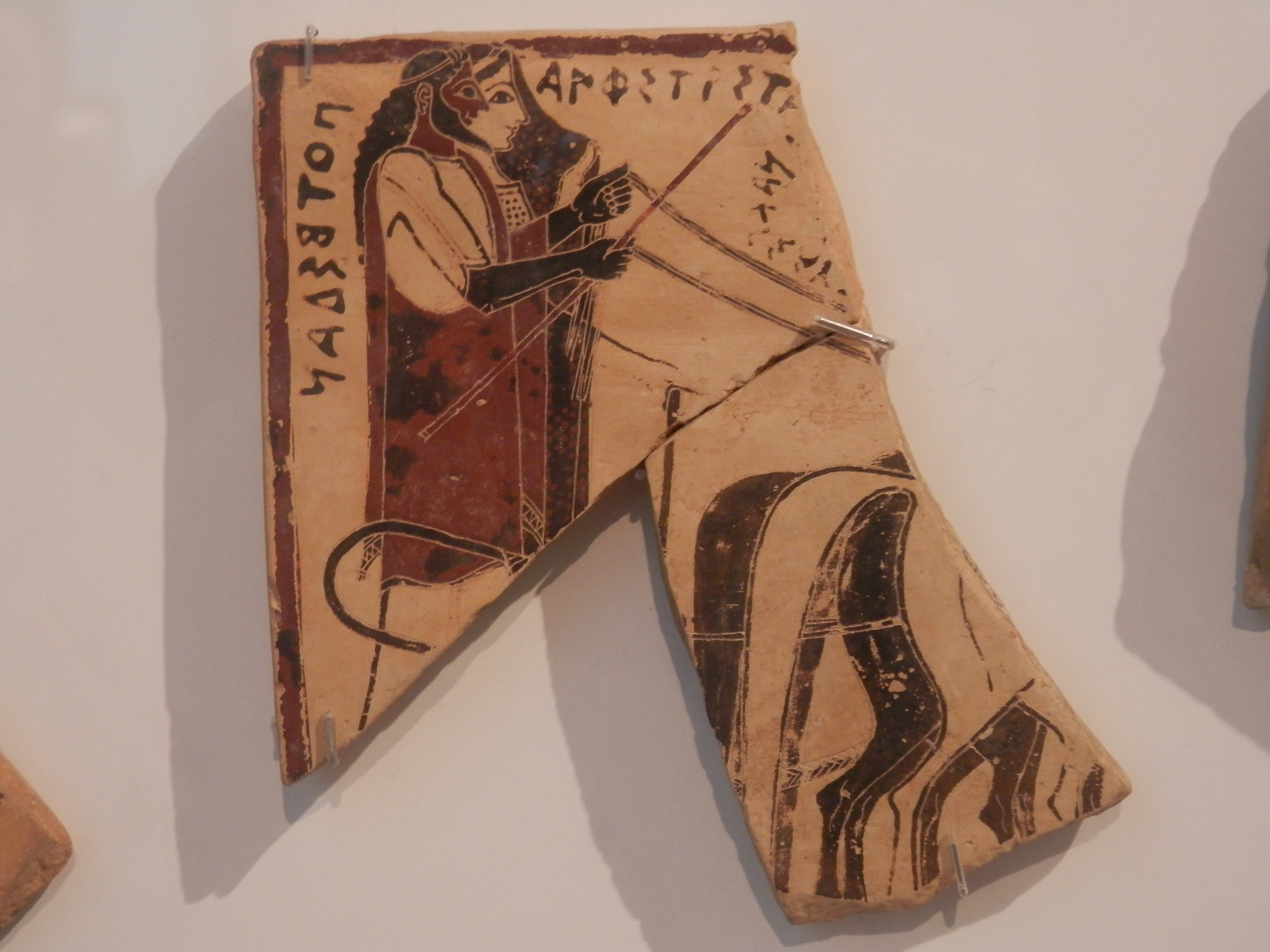
Poséidon et Amphitrite, musée du Louvre.

Une partie des inscriptions attestées sur les plaquettes de Penteskouphia semble renvoyer à des peintres, des potiers ou même à de simples dédicants. Toute une série de noms nous sont parvenus tels que Onymon, Sordis, Milonidas, Timonidas, Eustratos, Simion, Politas, Thrasumachos, Phlebon, K(u)olidas, Aisimilles, A(e)sphulimos, Antiphias, Damophilos, Dorkon, Eukrine(u)s, Eurymedes, Kanthar(i)os, Lusiadas, Komios, Kopris (ou Korris), Zanthos, Kaminos et Locris, Deris, Stipon, Diomède, Lusipos, Arnesios, Aristophilos, Kul(l)as et Komios.
Simultanément, l’autre partie des inscriptions identifie clairement Poséidon et son épouse Amphitrite comme étant les principales divinités honorées à Penteskouphia.